# 利瑟河 (努訥河支流)
51°7′30.90″N 8°36′44.65″E / 51.1252500°N 8.6124028°E

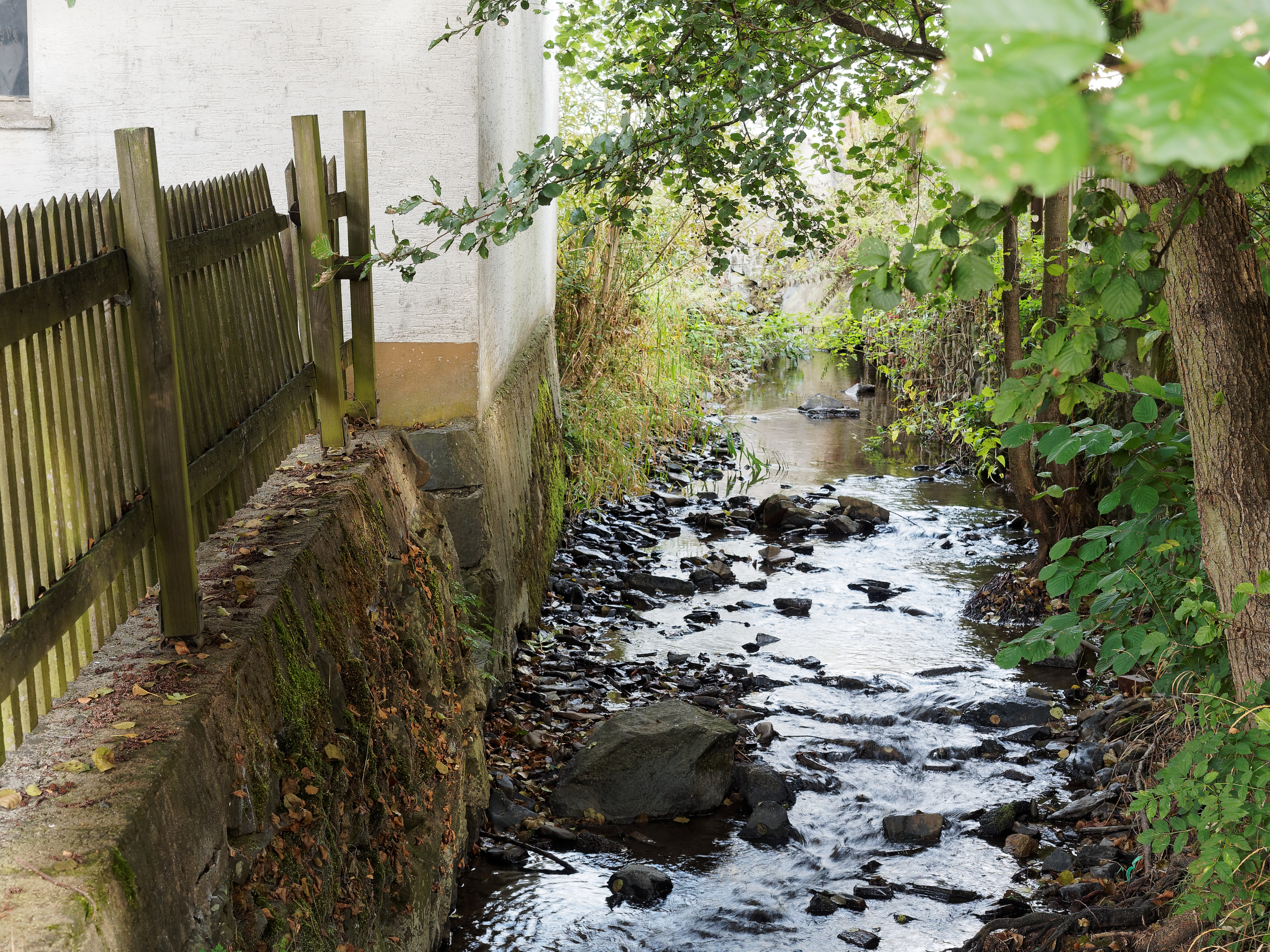

利瑟河（德語：Liese），是德國的河流，位於該國西部，處於北萊茵-威斯特法倫州，屬於努訥河的左支流，河道全長7.1公里，流域面積9.1平方公里，河口處在哈倫貝格。